# Der Läufer von Marathon
Der Läufer von Marathon ist ein zum Jahresende 1932 entstandener, deutscher Sportler- und Liebesfilm von E. A. Dupont. In der Hauptrolle spielt Brigitte Helm als Frau zwischen drei Männern (Viktor de Kowa, Hans Brausewetter und Paul Hartmann).

## Handlung
Olympische Spiele 1932 in Los Angeles. Die sehr ehrgeizige Lore Steinkopf ist ein Ass im Kunstspringen und möchte in ihrer Disziplin unbedingt die Goldmedaille gewinnen. Drei Männer, allesamt ebenfalls Spitzensportler und Olympioniken, scharwenzeln um sie herum. Da sind die deutschen Marathonläufer Georg und Karl aber auch der brasilianische Schwimmweltmeister auf der 400-Meter-Strecke, José Barrada. Obwohl mit einer hübschen, jungen Frau verheiratet, hat sich der Südamerikaner unsterblich in Lore verliebt. Sein heißes, südländisches Blut verführt ihn sogar dazu, sein Training zu vernachlässigen. Lore macht sich allerdings nichts aus dem deutlich älteren Mann. Ihr Umfeld fürchtet aber, dass Josés amourösen Bemühungen sie von ihrer Vorbereitung auf ihren Einsatz ablenken könnte. Als Josés Ehefrau Eveline Lore darum bittet, ihren Mann nicht mehr wieder zu sehen, ist ihr dies ganz lieb. Doch Lores Rückzug lässt José noch besitzergreifender und eifersüchtiger werden. Die Spiele beginnen, und tatsächlich gelingt es Lore, auf das Siegertreppchen zu steigen und die Goldmedaille in Empfang zu nehmen.
Am Nachmittag desselben Tages muss Barrada ins Becken, um in seiner Paradedisziplin anzutreten. Prompt ist er mit seinen Gedanken derart woanders, sodass er, obwohl Lore versprochen hat, im Stadion zu sein, verliert. Tatsächlich hatte Lore wegen Übermüdung den Starttermin verpasst und kam zu spät. José ging lediglich als Dritter durchs Ziel und ist nun maßlos enttäuscht. Über ihre Freundin Else erfährt Lore vom schlechten Abschneiden Barradas. Der Brasilianer kocht vor Wut, sucht Lore im olympischen Dorf auf und gibt ihr die Schuld für sein schwaches Abschneiden. Bei einer anschließenden, rasanten Autofahrt mit ihm am Steuer eskaliert der Streit. Der Wagen verunglückt und überschlägt sich. Barrada wird schwer verletzt, Lore nur leicht. Sie kann sich aus dem Krankenhaus schleppen und schafft es gerade noch rechtzeitig, um den Freunden Karl und Georg beim Marathonlauf zuzusehen. Else hatte den beiden kurz vor dem Start gesagt, dass Lore den Sieger in Empfang nehmen wolle. Nun entspringt ein interner Wettstreit zwischen den beiden Männern, die sich zuvor fast um Lore geprügelt und nun auf der langen Laufstrecke mit allerlei Missgeschicken zu kämpfen haben. Mit letztem Kraftaufwand kann Georg tatsächlich die Ziellinie als Erster durchlaufen. Karl, der wegen Erschöpfung abbrechen musste, ist verzweifelt, doch dazu hat er keinen Grund, denn er ist es, in den sich Lore schon seit geraumer Zeit verliebt hat. Völlig kaputt torkelt er in ihre Arme.

## Produktionsnotizen
Der Läufer von Marathon entstand vom 7. November bis zum 1. Dezember 1932 und wurde am 21. Februar 1933 in Wien uraufgeführt. Drei Tage später war in Berlins Ufa-Palast am Zoo die deutsche Erstaufführung.
Frank Clifford übernahm die Produktionsleitung, Ernő Metzner und Erich Zander waren für die Filmbauten zuständig. Erich Lange sorgte für den guten Ton, Eugen Klagemann schoss die Standfotos. Schnittmeister Herbert Selpin arbeitete als Regieassistent E. A. Dupont zu. Komponist Giuseppe Becce dirigierte auch seine eigenen Noten.
Für Hauptdarstellerin Brigitte Helm war diese Rolle ein angenehmer Ausflug fort von den ewigen Vamp-Rollen, mit denen sie man bis dahin zumeist bedacht hatte und worüber sie sich mehrfach öffentlich beklagte. Siegfried Schürenberg, als trotteliger Sir John in den deutschen Edgar-Wallace-Verfilmungen drei Jahrzehnte darauf zu spätem Ruhm gekommen, gab hier, ebenso wie Carl Wery, sein Filmdebüt.
Für Regisseur Dupont war dies der letzte Film, den er in Deutschland inszenierte. Er verließ das Land noch vor Machtantritt der Nationalsozialisten, am 6. Januar 1933 von Bremen aus mit der ‘Europa‘ in die USA in Begleitung von Lilian Harvey und Ernst Lubitsch. Da während seines Hollywood-Aufenthaltes Hitler zum Reichskanzler bestellt wurde, entschloss sich der Jude Dupont dazu, nicht mehr nach Deutschland heimzukehren.

## Kritiken
In der Österreichischen Film-Zeitung ist in der Ausgabe vom 25. Februar 1933 auf Seite 2 zu lesen: „Außer dem ausgezeichneten Spiel der Darsteller, Brigitte Helm, Victor de Kowa, Paul Hartmann u. a., sind es die vorzüglich hineingeschnittenen Szenen der Olympischen Kämpfe, die dem Film ein besonderes und fesselndes Gepräge geben.“
Paimann’s Filmlisten resümierte: „Eine kleine, doch keinesfalls dürftige Spielhandlung in das Getriebe um die internationale Olympiade in Los Angeles eingebaut, die verwendeten Originalaufnahmen regie- und bildtechnisch fugenlos mit den gestellten Szenen verbunden, durch geschickten Schnitt und Montage von der Starrheit der Wochenschaubilder befreit. Flotte, sympathische Darstellung: die Helm entvampt und gelöst wie selten, Brausewetter und de Kowa frisch-natürlich. Ungezwungener Dialog, häufig in waschechter Berliner Mundart. (…) Gesamtqual.: Stark über dem Durchschnitt.“